# القصيبة (النبطية)
القصيبة هي إحدى القرى اللبنانية من قرى قضاء النبطية في محافظة النبطية ترتفع عن سطح البحر 350 متر
تبعد عن العاصمة بيروت حوالي 82 كيلو متر
تصل إليها من بيروت عبر طريق صيدا - دير الزهراني، النبطية، القصيبة يعمل أبنائها في الزراعة، الخدمات وتجارة السيارات .

## معلومات جغرافية عن البلدة
- القصيبة قرية من قرى الجنوب اللبناني قضاء النبطية، تبعد عن مركز القضاء والمحافظة (النبطية )12 كلم وعن العاصمة بيروت 82 كلم
- يحد البلدة من الشمال عدشيت وعبا، من الجنوب كفرصير، من الشرق قاقعية الجسر، ومن الغرب بريقع وصير الغربية
- تمتد البلدة على مساحة ما يقارب 5000 دونم
- ترتفع عن سطح البحر 350 متر، وتبعد عن البحر حوالي 17 كيلومتر
- يمكن الوصول إليها عبر طريقين رئيسيين
  - النبطية- شوكين - عدشيت - القصيبة
  - عبر الطريق الساحلي: أبو الأسود - الخرايب - الزرارية - بريقع - القصيبة .

## أحياؤها
تقسم القصيبة إلى عدة أحياء : القلع - البياض - الجامع- العين - القوابر - الصوان - القلعة— الجبل- النبع- جل السوق....

## مميزاتها وآثارها
- تتميز البلدة بنبعها المعروف بنبع القصيبة، وهو يعتبر مصدرا هاما لتأمين المياه للبلدة والقرى المجاورة، كما توجد في البلدة عدة عيون مائية( مثل عين كوعين، عين القصب.....)
- هناك عدة أثارات في الأحياء الغربية (القلعة) والشمالية الشرقية للبلدة( المدوّر)
- تشتهر البلدة بتجارة السيارات كما يوجد فيها مساحات كبيرة مزروعة بالتبغ وبعض الأشجار كالزيتون والحامض والليمون
- تعتبر البلدة نقطة عبور بين القرى المحيطة، نظرا لموقعها الذي يتوسط عددا من القرى

## السكان والعائلات
يبلغ عدد سكانها نحو 10000 نسمة، معظمهم مقيمٌ فيها صيفا شتاء، فيما يقطن الباقون العاصمة بيروت فضلا عن وجود عدد من الشبّان المهاجرين خارج الوطن (وخصوصا إلى أوروبا الغربية وأفريقيا)
من العائلات الموجودة في بلدة القصيبة: مهدي، ياسين، منصور، سليمان، حيدر، نعيم، نجم، عليق، وهبي(ياسين)، نزال، صايغ، سعيـّد، عبد الله(نعيم)، رسلان، ضرير (مهدي) ، جفـّال، حجازي، مسلم، فياض، محسن(فحص)، شمس الدين، موسى (مهدي)، سليم (سليمان).

## التعليم في القصيبة
يوجد في البلدة ثانوية رسمية ومدرسة متوسطة  بالإضافة إلى أربع مدارس خاصة: مدرسة الإمام زين العابدين، مدرسة النهضة الحديثة , ثانوية السراج وثانوية إليسا.

## أعلام
- كميل زيدان